# 泉州公交K203路
泉州公交K203路是中华人民共和国泉州市境内的一条公共交通线路，原名12路，全程31公里。起讫点为清源山至泉州高端装备智造园，运营时间为清源山：6:30-18:45；泉州高端装备智造园：6:30-18:00。

## 历史
- 1975年2月，泉州市人民汽车公司（原泉州公交公司在文革期间的名称，公交集团前身）开通华塑专线。初期运行区间为体育场-华塑，初期每日发车8班。车辆、运营时间则因缺乏资料而不明。
- 1975年5月，体育场-华塑专线自当月起每日延伸2班至邱店，并更名为邱店专线
- 1982年，12路复线前身榕桥专线开通。
- 1985年4月，因中山路、东街实行大客车通行禁令，邱店专线取消途径东街、中山北路改为自温陵公交站始发终到，同年，榕桥专线暂停运行。
- 1987年11月，榕桥专线恢复运行，并同邱店专线一同改为温陵公交站始发[1]
- 1995年7月31日，泉州公交将邱店专线、榕桥专线更名为12路、12路复线，并更换为8部峨眉牌小巴，运营时间调整为5:50-17:50[2][3]
- 2004年1月8日，12路及12路复线执行最后一次春运期间价格上浮。12路票价调整为：温陵公交站至后寮宫1元／人，后寮宫至满堂红1元／人，满堂红至金鸡桥1.5元/人，金鸡桥至下沟1元／人，下沟至邱店1.5元／人，全程共计3.5元／人。12路复线票价调整为：公交站至后寮宫1元／人，后寮宫至店头1元／人，店头至大霞美1元／人，大霞美至邱店1元／人，邱店至三保1.5元／人，三保至榕桥1元／人，全程共计6元／人。2月19日恢复原有票价
- 2004年8月1日，12路更换为16部亚星JS6730C66型柴油公路客车[4]
- 2005年8月，因温陵公交站即将拆除，12路、12路复线自温陵公交站经由温陵北路、东街、中山北路至二院鲤城始发终到。票价由3元调整为4元、5元/人
- 2005年12月8日，因泉州大桥南立交施工，12路取消途径温陵南路、泉州大桥、兴贤路南段，改为途径义全街、天后路、堤后路、新华南路、新门街西段、临漳门、笋江桥至兴贤路北段后原线行驶，过江票价分段点由新车站调整为三千坛[5][6]
- 2007年1月17日，泉州大桥南立交建成，12路恢复途径温陵南路、泉州大桥、兴贤路南段，取消途径义全街、天后路、堤后路、新华南路、新门街西段、临漳门、笋江桥，过江分段点重新调整为新车站，取消三千坛分段点[7]
- 2007年12月18日，因泉州大桥北桥头实行单向循环，12路往二院鲤城方向改为途径宝洲街、田安南路、泉秀街至温陵南路后原线行驶[8]
- 2009年7月11日，因X336三堡村路段路面施工，12路复线中断运行，次年1月恢复运行
- 2009年10月22日，因兴贤路改造实行交通管制，12路往二院鲤城方向取消途径兴贤路，改为途径池峰路、笋江路至笋江桥后原线行驶。次年1月20日恢复原线[9]
- 2010年5月5日，12部一部运营车辆于邱店站附近，因停靠问题被临近一餐馆经营者粘某持刀砸碎前挡风玻璃，当日，粘某被行政拘留[10]
- 2010年10月，12路接手并更换自23路退下的14部大金龙XMQ6762NEG3型柴油空调公交车，原配16部JS6730C66退役
- 2012年7月8日，因泉州大桥北桥头取消单向循环，12路往双向改为途径温陵南路，取消途径宝洲街、田安南路、泉秀街[11]
- 2013年3月19日，12路、12路复线[12]启用无人售票制度，并于同日启用泉通卡刷卡支付，票价不变
- 2015年1月31日，应泉州市交通委关于《环泉州湾公交发展规划》的要求，泉州公交将12路更名为K203路，12路复线则保持不变。[13]
- 2015年11月，K203路接手并更换自17路退下的14部福达FZ6890UF3G3型柴油空调客车
- 2017年6月20日，因西街东段分时段限行的需要，K203路取消途径医大二院鲤城院区，改为途径中山北路、北门街、泉山路至清源山始发终到[14]
- 2018年5月21日，K203路全线更换为12部大金龙XMQ6802AGBEVL2型空调电动巴士，原有FZ6890UF3G3封存。同日，因南安公交12路已延伸至邱店，12路复线自该日起停止运行。
- 2018年12月，K203路与K204路部分互换车辆，接手并更换自K204路退下的2部金旅XML6855JEVW0C，配车数不变
- 2019年11月1日，因金霞大道实行全封闭施工。K203路取消途经金霞大道，改为途经常泰路、江南大街、S308至大霞美站后原线行驶[15][16]
- 2019年12月13日，因336县道改造施工。K203路取消途经大霞美、红星学校、邱店，改为途经G358、创新路、创造路至创造路路口始发终到。票价及运营时间不变[17]
- 2020年1月27日，为配合南安市交通局关于新型冠状病毒肺炎防控要求。K203路自当日0:00起暂停运行至2月16日。[18][19]
- 2020年2月17日，K203路自该日起恢复运营。
- 2021年5月7日，因浮桥街口站距离路口灯控过近，且已被拆除，自该日起K203路双向取消停靠该站点。
- 2021年9月15日，应南安市交通运输局《关于全市客运班线和公交线路暂停运营的通告》的要求。K203路自当日18:00起暂停运营至10月5日。[20]
- 2021年10月6日，K203路自该日起恢复运营。[21]
- 2021年10月13日，因泉州大桥加固施工封闭半幅车道，K203路往邱店方向临时取消途径泉州汽车站西门、泉州大桥。单向改为途径义全街、顺济新桥至南迎宾大道原线行驶，其余不变。[22]
- 2022年1月11日，泉州大桥恢复双向通车，K203路自该日起取消途径义全街、顺济新桥，双向恢复途径泉州汽车站西门、泉州大桥。[23]
- 2022年3月15日，因疫情防控工作需要，K203路自该日起暂停运营至4月19日。[24]
- 2022年4月19日，K203路恢复运营。[25]
- 2022年7月11日，受繁荣路浮桥街口道路改造影响，K203路自该日起临时取消途径浮桥街、繁荣路。改为途径笋江路、南环路、站前南北大道至江南大街后原线行驶，临时增停笋江路东段、森隆电讯，分段点亦改为上述两站。[26]
- 2022年12月1日，K203路由邱店途径X336延伸至泉州高端装备智造园始发终到。运营时间、票价不变。[27]
- 2022年12月2日，K203路恢复途径浮桥街，取消途径笋江路、南环路、站前南北大道，分段点调整为侨乡旧货。[28]
- 2023年9月25日，K203路自该日起增加停靠钟毓桥、埔当村等站。[29]
- 2023年12月4日，因X345泉州高端装备智造园至古厝后路段道路施工，K203路自该日起临时缩短至邱店始发终到。取消途径钟毓桥、埔当村、泉州高端装备智造园至2024年2月6日。
- 2024年2月7日，K203路恢复途径钟毓桥、埔当村、泉州高端装备智造园。
- 2024年5月8日，因金霞路邱店段路面施工，自该日起K203路临时取消途径钟毓桥、邱店、邱钟村等站。改为途径创业路、创造路至霞新村口后原线行驶，其它不变。
- 2024年7月19日。繁荣大道拓宽改造完成，K203路恢复途径繁荣大道、繁荣路、常泰路。取消途径培新机械厂、道崎鞋业，分段点恢复为福师大泉州附中及金浦站，里程数由26.3公里增加至31公里。
- 2024年9月3日，K203路恢复途径钟毓桥、邱店、邱钟村。
- 2025年5月19日，因金霞大道及幸福桥改造完工通车。K203路自该日起恢复途径江滨南路、金霞路。取消途径常泰路、江南大街、X324，其它不变。

## 站点
| 路线 | 路线 | 路线 | 所在地区、街道 | 所在地区、街道 | 站点名             | 备注                               |
| ---- | ---- | ---- | -------------- | -------------- | ------------------ | ---------------------------------- |
|      |      |      | 丰泽区         | 泉山路         | 清源山             | 起讫站                             |
|      |      |      | 丰泽区         | 泉山路         | 清源山风景区       | 910医院路口                        |
|      |      |      | 丰泽区         | 泉山路         | 花园头             |                                    |
|      |      |      | 丰泽区         | 泉山路         | 泉州木偶剧院       | 泉州歌舞剧院 原名 花博园           |
|      |      |      | 丰泽区         | 泉山路         | 泉山路南段         |                                    |
|      |      |      | 丰泽区         | 泉山路         | 普明村             |                                    |
|      |      |      | 鲤城区         | 北门街         | 北门街             |                                    |
|      |      |      | 鲤城区         | 中山北路       | 华侨新村           |                                    |
|      |      |      | 鲤城区         | 中山北路       | 医大二院鲤城院区   |                                    |
|      |      |      | 鲤城区         | 东街           | 钟楼               |                                    |
|      |      |      | 鲤城区         | 东街           | 泉州一院           |                                    |
|      |      |      | 鲤城区         | 东街           | 东门               |                                    |
|      |      |      | 鲤城区         | 温陵北路       | 东湖公园           |                                    |
|      |      |      | 鲤城区         | 温陵北路       | 九一街口           | 君龙人寿                           |
|      |      |      | 鲤城区         | 温陵北路       | 温陵路中段         | 原名 公交车站                      |
|      |      |      | 鲤城区         | 温陵南路       | 海关大楼           |                                    |
|      |      |      | 鲤城区         | 温陵南路       | 温陵路南段         | 分段点 原名 中医院、泉州汽车站西门 |
|      |      |      | 鲤城区         | 兴贤路         | 浦口               |                                    |
|      |      |      | 鲤城区         | 兴贤路         | 上埕路口           |                                    |
|      |      |      | 鲤城区         | 兴贤路         | 泉州建材市场       |                                    |
|      |      |      | 鲤城区         | 兴贤路         | 王宫               |                                    |
|      |      |      | 鲤城区         | 兴贤路         | 锦工中路口         | 原名 联泰第一城                    |
|      |      |      | 鲤城区         | 兴贤路         | 霞洲               |                                    |
|      |      |      | 鲤城区         | 兴贤路         | 浮桥               |                                    |
|      |      |      | 鲤城区         | 浮桥街         | 浮桥街道办事处     |                                    |
|      |      |      | 鲤城区         | 浮桥街         | 石崎农贸市场       |                                    |
|      |      |      | 鲤城区         | 浮桥街         | 侨乡旧货           |                                    |
|      |      |      | 鲤城区         | 繁荣大道       | 福师大泉州附中     | 分段点 原名 满堂红中学             |
|      |      |      | 鲤城区         | 繁荣大道       | 延陵岐山           |                                    |
|      |      |      | 鲤城区         | 繁荣大道       | 田中               |                                    |
|      |      |      | 鲤城区         | 繁荣路         | 东边               |                                    |
|      |      |      | 鲤城区         | 繁荣路         | 黄石村             |                                    |
|      |      |      | 鲤城区         | 繁荣路         | 金浦               | 分段点                             |
|      |      |      | 南安市         | 金霞路 X336    | 金山村委会         |                                    |
|      |      |      | 南安市         | 金霞路 X336    | 西山村             |                                    |
|      |      |      | 南安市         | 金霞路 X336    | 四甲村             |                                    |
|      |      |      | 南安市         | 金霞路 X336    | 长福村             |                                    |
|      |      |      | 南安市         | 金霞路 X336    | 大霞美             | 分段点 南安柳南中学                |
|      |      |      | 南安市         | 金霞路 X336    | 红星学校           | 红星职专                           |
|      |      |      | 南安市         | 金霞路 X336    | 霞新村口           |                                    |
|      |      |      | 南安市         | 金霞路 X336    | 邱钟村             |                                    |
|      |      |      | 南安市         | 金霞路 X336    | 邱店               | 可换乘 南安12路                    |
|      |      |      | 南安市         | 金霞路 X336    | 钟毓桥             |                                    |
|      |      |      | 南安市         | 金霞路 X336    | 埔当村             |                                    |
|      |      |      | 南安市         | 金霞路 X336    | 泉州高端装备智造园 | 起讫点                             |

## 票价
K203路为分段计价，全程¥4.0。其中：
- 清源山至温陵路南段：1元/人
- 温陵路南段至福师大泉州附中：1元/人
- 福师大泉州附中至金浦：1元/人
- 金浦至大霞美：1元/人
- 大霞美至泉州高端装备智造园：1元/人
- 泉通卡普通卡9折，月票卡优惠无效，敬老卡、爱心卡有效
- 可使用泉城通APP或支付宝、云闪付、微信乘车码支付

## 配车
K203路配车数总计14部，其中：
- 大金龙XMQ6802AGBEVL2  12部
- 金旅XML6855JEVW0C  2部

- 亚星JS6730C66
（2004.8 - 2010.10）
- 大金龙XMQ6762NEG3
（2010.10 - 2015.11）
- 福达FZ6890UF3G3
（2015.11 - 2018.5）
- 大金龙XMQ6802AGBEVL2
（2018.5 - ）
- 金旅XML6855JEVW0C
（2018.12 - ）

## 相关
- 泉州公交线路列表